# Примадонна (фильм)
«Примадонна», в оригинале «Фло́ренс Фо́стер Дже́нкинс» (англ. Florence Foster Jenkins), — биографический фильм режиссёра Стивена Фрирза о женщине, ставшей успешной оперной певицей при полном отсутствии музыкального слуха. Премьера состоялась 23 апреля 2016 на кинофестивале в Белфасте. Две номинации на кинопремию «Оскар» в категориях «лучшая женская роль» (20-я в карьере Мерил Стрип) и «лучший дизайн костюмов».

## Сюжет
1944 год, Нью-Йорк. Флоренс Фостер Дженкинс, светская львица, развлекается участием в театральных постановках на вторых ролях. Посетив со своим импресарио Клэром Бэйфилдом концерт Лили Понс, она загорается идеей стать оперной певицей. У неё нет ни слуха, ни голоса, возраст 74 года, но средства и положение в обществе позволяют привлечь первоклассных педагогов и специалистов. В прошлом женщина пережила неудачный брак, в котором супруг «наградил» её от случайных связей сифилисом. Флоренс едва осталась жива и не могла иметь детей. Клэр Бэйфилд очень близок с ней, удовлетворяет любой каприз, однако, одновременно, сожительствует со своей любовницей Кэтлин Уэзерли.
В качестве аккомпаниатора Флоренс нанимают пианиста Косме Макмуна. Он в шоке от первой репетиции, так как Флоренс совершенно не умеет петь. Флоренс, однако, готовится к первому концерту. Косме считает идею бессмысленной и опасается за свою репутацию, но Бэйфилд намекает, что ему будет трудно найти работу, если тот уволится. Бэйфилд тщательно подбирает около сотни зрителей из высшего общества города. Музыкальные критики ведущих изданий не допущены. Концерт, как ни странно, проходит относительно успешно. Смешки и отдельные выкрики Флоренс не заметила. В ближайшем приближении певицу превозносят. Негативные отзывы в прессе умело скрывают. Репетиции продолжаются. Флоренс и Макмун вместе сочиняют песню, записывают и организуют трансляцию на радио. Композиция имеет успех и певицу заваливают письмами. Слухи об эксцентричной примадонне полнят город. Проводя время в баре, Бэйфилд скандалит с завсегдатаями, которые издеваются над манерой петь Флоренс, когда её выступление транслируют по радио.
Мечта всей жизни Флоренс — выступить на концерте в Карнеги-Холле перед многотысячной аудиторией. Успех пластинки, популярность дают ей возможность договориться о представлении, причем даже без помощи импресарио. Бэйфилд пытается её отговорить, ссылаясь на проблемы со здоровьем певицы, но Флоренс стоит на своём. На концерте аншлаг, 1000 билетов Флоренс пожертвовала выздоравливающим солдатам с фронтов. Среди зрителей знаменитости: Коул Портер, Таллула Бэнкхед. Певица даёт двухчасовой концерт, исполняет в том числе сложную арию Царицы ночи. К изумлению Косме, концерт проходит с успехом и заканчивается овацией, которую обеспечивают подвыпившие солдаты. Флоренс опустошена, но счастлива. Счастлив и Косме, он не мог и мечтать о чести выступить на главной сцене страны. На следующий день в New York Post выходит разгромная рецензия Эрла Уилсона, известного своим язвительным языком. Во время концерта Бэйфилд пытался подкупить критика, но бесполезно. Все попытки Бэйфилда скрыть публикацию от Флоренс неудачны. Прочитав рецензию, она падает без чувств. Силы быстро покидают Флоренс, лечение не помогает. Будучи при смерти, она представляет себя на сцене огромного театра. Примадонна поёт прекрасным голосом. 26 ноября 1944 года Флоренс Фостер Дженкинс скончалась.

## В ролях
| Актёр            | Роль                    |
| ---------------- | ----------------------- |
| Мерил Стрип      | Флоренс Фостер Дженкинс |
| Хью Грант        | Клэр Бэйфилд            |
| Саймон Хелберг   | Косме Макмун            |
| Ребекка Фергюсон | Кэтлин                  |
| Нина Арианда     | Агнес Старк             |
| Дэвид Хэйг       | Карло Эдвардс           |
| Джон Сешнс       | доктор Херманн          |
| Аллан Кордюнер   | Джон Тоттен             |
| Аида Гарифуллина | Лили Понс               |

## Критика
- Журнал «lumiere» назвал фильм: «Милое, но неглубокое ретро с приятной атмосферой и отличными актёрами»[2].
- Портал ivi.ru: «Фильм с неплохими фестивальными перспективами»[3].

## Награды и номинации
- 2017 — 2 номинации на премию «Оскар»: лучшая женская роль (Мерил Стрип), лучший дизайн костюмов (Консолата Бойл)
- 2017 — 4 номинации на премию «Золотой глобус»: лучший фильм — комедия или мюзикл, лучшая мужская роль — комедия или мюзикл (Хью Грант), лучшая женская роль — комедия или мюзикл (Мерил Стрип), лучшая мужская роль второго плана (Саймон Хелберг)
- 2017 — премия BAFTA за лучший грим и причёски (Дж. Рой Хелланд, Дэниел Филлипс), а также 3 номинации: лучшая женская роль (Мерил Стрип), лучшая мужская роль второго плана (Хью Грант), лучший дизайн костюмов (Консолата Бойл)
- 2017 — 2 номинации на «Спутник»: лучшая женская роль (Мерил Стрип), лучшая мужская роль второго плана (Хью Грант)
- 2017 — 2 номинации на премию Гильдии киноактёров США: лучшая женская роль (Мерил Стрип), лучшая мужская роль второго плана (Хью Грант)
- 2016 — премия «Выбор критиков» лучшей актрисе в комедии (Мерил Стрип), а также 2 номинации: лучший актёр в комедии (Хью Грант), лучший дизайн костюмов (Консолата Бойл)